# Ungern-Sternberg

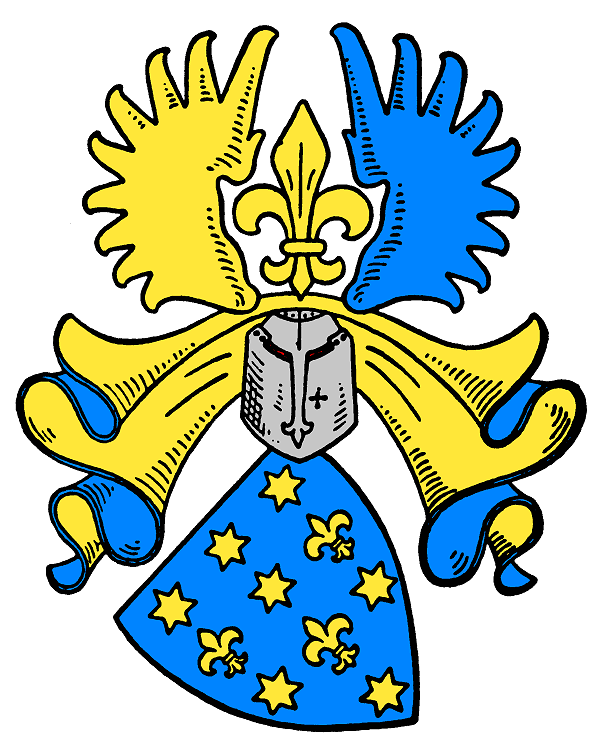
Stammwappen derer von Ungern-Sternberg

Ungern-Sternberg [ˈʊŋɐn] ist der Name eines deutsch-baltischen Adelsgeschlechts.

## Geschichte
Die dem baltischen Uradel zugerechnete Familie von Ungern erschien zuerst mit Joannes dictus de Ungaria, als dieser von Nikolaus von Nauen, dem Bischof von Riga, mit 100 Haken Land in Semgallen belehnt wurde.
Die Familie breitete sich zunächst nach Estland und Kurland aus. Seit 1593 wurde zuerst in Polen-Litauen der Zusatz Sternberg von Mitgliedern der Familie geführt. 1819 erlangte die Linie Swanenburg aus dem Stamm Fistehlen das Badische Indigenat. 1913 wurde ein Zweig der Familie im Königreich Sachsen sesshaft.
Am 16. Mai 1533 erfolgten eine päpstliche Wappenmehrung und die Rotwachsfreiheit sowie der Reichsfreiherrenstand für Jürgen von Ungern, Freiherr zu Pürkel. In den Jahren 1653 und 1660 erfolgten schwedische Erhebungen in den Freiherrenstand von Ungern-Sternberg und 1885 die russische Anerkennung zur Führung des Barontitels für die Gesamtfamilie. In den Jahren 1882 und 1874 erfolgten Bestätigungen beziehungsweise Erhebungen in den russischen Grafenstand.

## Wappen
Die von Ungern-Sternberg führen das gleiche Wappenbild wie die späteren Freiherrn, Grafen und Fürsten von Lieven. In Westfalen urkundeten Familienmitglieder mit leicht variiertem Stammwappenbild und der Namensform von Ungeren. Der Schild trägt drei Helme: der mittlere als Helmzier einen blauen Flug, der rechte drei goldene, rechts wehende Fahnen, der linke drei blaue, links wehende Fahnen.
- Stammwappen In Blau 3 (2:1) goldene Lilien, begleitet von 7 (3, 1, 2, 1) goldenen Sternen.
- (1533): Geviert, 1 und 4 Stammwappen, 2 und 3 in Gold ein gold-besamte silberne Rose mit 3 grünen Nesselblättern; auf dem Helm mit rechts blau-goldenen, links grün-silbernen Decken 6 verschlungene goldene und silberne Hahnenfedern zwischen offenem, rechts goldenem, links blauem Fluge.

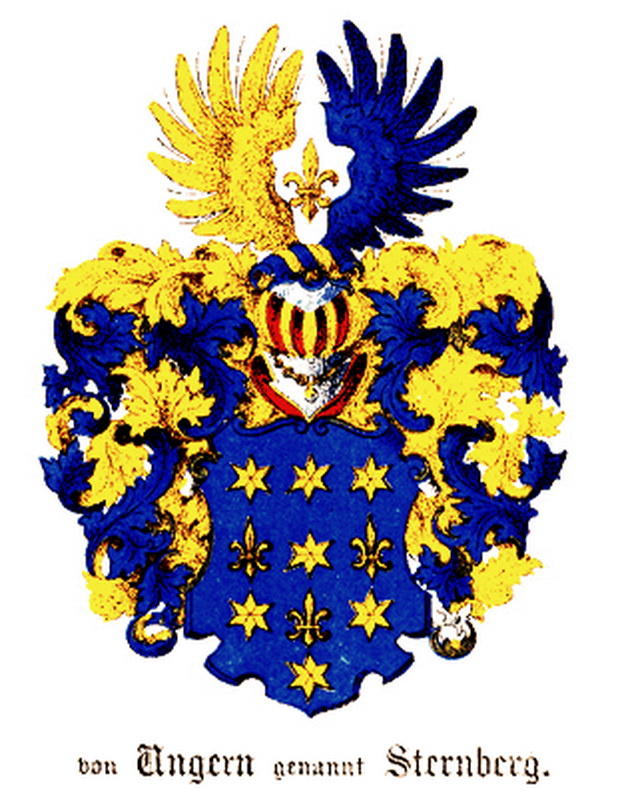
Stammwappen im Baltischen Wappenbuch
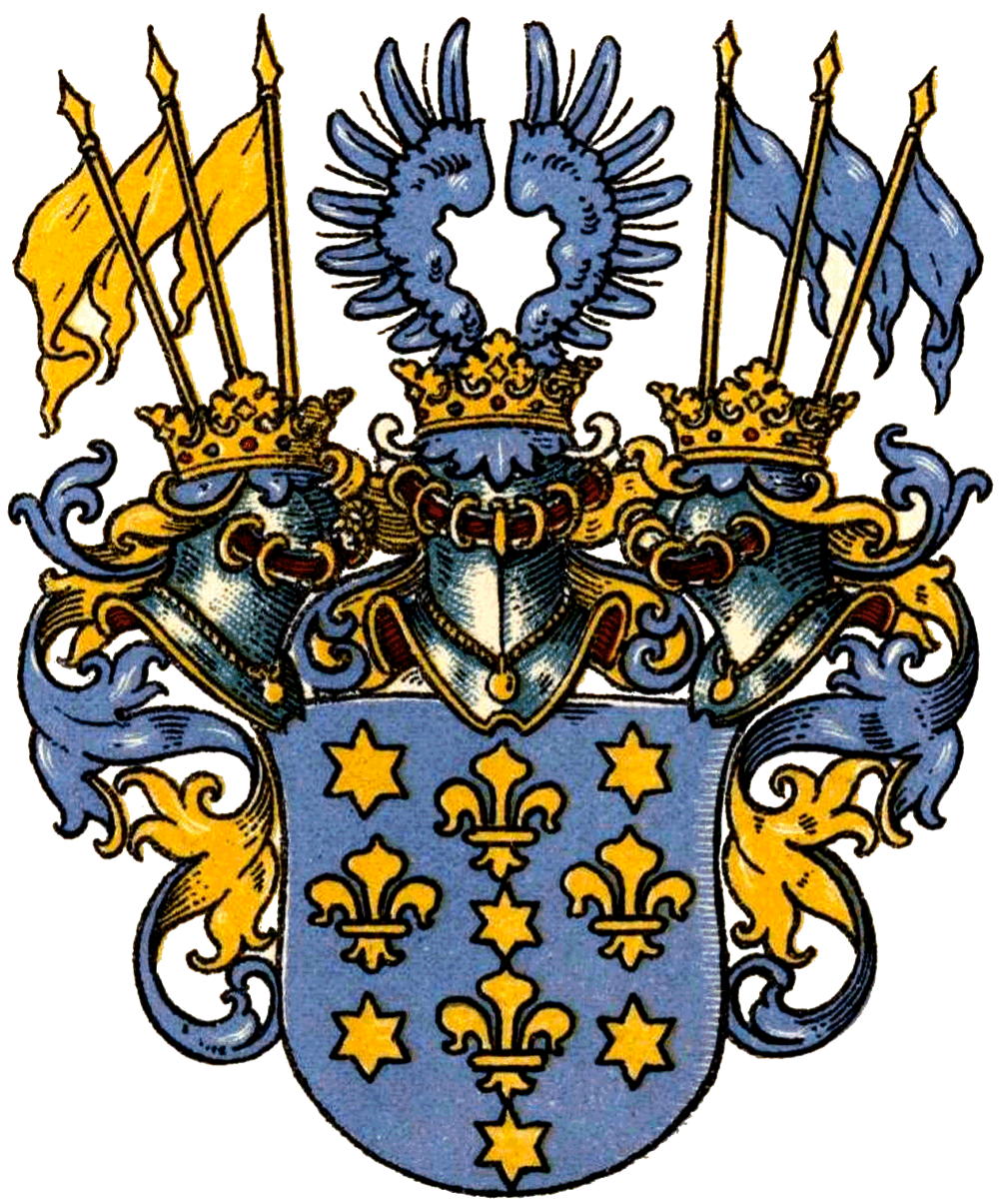
Wappen derer von Ungeren im Wappenbuch des Westfälischen Adels

## Personen
- Alexander von Ungern-Sternberg (1806–1868), deutscher Erzähler, Dichter und Maler
- Antje von Ungern-Sternberg (* 1974), deutsche Rechtswissenschaftlerin
- Arthur von Ungern-Sternberg (1885–1949), deutscher Theologe und evangelisch-lutherischer Superintendent
- Christian Friedrich von Ungern-Sternberg, Autor[2]
- Christina von Ungern-Sternberg (* 1979), deutsche Journalistin und Fernsehmoderatorin
- Eduard von Ungern-Sternberg (1836–1904), deutscher Schriftsteller und Politiker
- Gustav von Ungern-Sternberg, 1869–1871 Ritterschaftshauptmann der Estländischen Ritterschaft
- Joachim von Ungern-Sternberg (* 1942), deutscher Jurist, ehemaliger Richter am Bundesgerichtshof
- Johann Friedrich Emanuel von Ungern-Sternberg (1763–1825), Vizekurator der Universität Dorpat
- Jürgen von Ungern, Koadjutor des Erzbischofs von Riga, Herr auf Pürkel
- Jürgen von Ungern-Sternberg (1940–2025), deutscher Althistoriker
- Konstantin von Ungern-Sternberg, 1854–1857 Ritterschaftshauptmann der Estländischen Ritterschaft
- Mattias Alexander von Ungern-Sternberg (1689–1763), schwedischer Feldmarschall und Landmarschall
- Michael Freiherr von Ungern-Sternberg (* 1955), deutscher Diplomat
- Nils Alexander von Ungern-Sternberg (1654–1721), schwedischer Militär
- Olga von Ungern-Sternberg (1895–1997), deutsche Ärztin, Astrologin, Homöopathin und Psychotherapeutin
- Otto Reinhold Ludwig von Ungern-Sternberg (1744–1811), estnischer Reeder
- Reinhold von Ungern-Sternberg (1618–1684), 1667–1671 Ritterschaftshauptmann der Estländischen Ritterschaft
- Reinhold von Ungern-Sternberg (1656–1713), 1696–1697 Ritterschaftshauptmann der Estländischen Ritterschaft
- Reinhold Renauld von Ungern-Sternberg (1908–1991), deutscher Diplomat
- Renata von Ungern-Sternberg (1918–2013), deutsche Kindergärtnerin, Jugendleiterin, Regierungsdirektorin in Bremen
- Roderich von Ungern-Sternberg (1885–1965), deutscher Bevölkerungswissenschaftler und Schriftsteller
- Roman von Ungern-Sternberg (1886–1921), Baron deutschbaltischer Herkunft in zaristischen Diensten
- Sven von Ungern-Sternberg (* 1942), deutscher Politiker, ehemaliger Regierungspräsident des Regierungsbezirks Freiburg
- Thomas von Ungern-Sternberg (* 1952), deutscher Ökonom, Wirtschaftsprofessor an der Universität Lausanne
- Walther von Ungern-Sternberg (1881–1959), deutscher Jagdmaler, Tiermaler, Illustrator, Journalist und Schriftsteller
- Wilhelm von Ungern-Sternberg (1777–1847),[3] Großherzoglich Badischer Kammerherr, Geheimer Rat und Intendant des Hof- und Nationaltheaters in Mannheim

## Weitere Literatur
- Heinrich Seesemann: Dorothea (Doris) von Ungern-Sternberg. 1787 - 1828. Ein Lebensbild, nach Briefen und anderen Unterlagen, in: Baltische Erinnerungen und Biographien; Bd. 4, Harro v. Hirschheydt-Verlag, Hannover-Döhren/Wedemark 1979. ISBN 3-7777-0808-9.